# Viktor Chrjapa
Viktor Vladimirovitj Chrjapa (ryska: Виктор Владимирович Хряпа), född den 3 augusti 1982 i Kiev, Ukrainska SSR, Sovjetunionen, är en rysk basketspelare som tog OS-brons i herrbasket vid olympiska sommarspelen 2012 i London.